# San Antonio (Nueva Écija)
San Antonio (Bayan ng San Antonio - Municipality of San Antonio), antes conocido como Barrio Delinquente,   es un municipio filipino de primera categoría, situado en la parte central de la isla de Luzón. Forma parte del Cuarto Distrito Electoral de la provincia de Nueva Écija situada en la Región Administrativa de Luzón Central, también denominada Región III.

## Geografía
Situado al suroeste de la provincia, limita al norte con el munipcipio de Zaragoza; al sur con el de Cabiao; al este con los de Jaén y San Isidro; y al oeste con la provincia de Tarlac, municipio de Concepción.

### Barangays
El municipio  de San Antonio  se divide, a los efectos administrativos, en 16 barangayes o barrios, conforme a la siguiente relación:
| - Bulirán - Cama Juan - Julo - Lawang Kupang | - Luyos - Maugat - Panabingan - Papaya | - Población - San Francisco de Kaisiwan - San Jose de Cabungan - San Mariano | - Santa Bárbara - Santa Cruz de Parang - Santo Cristo - Tikiw |  |

## Historia
Barrio Delinquente pertenecía al municipio de Gapán, segregado en 1843 para formar un nuevo municipio con el nombre de San Antonio en honor del santo patrón, San Antonio Abad, siendo Leocadio Luis su párroco.

## Patrimonio
Iglesia parroquial católica bajo la advocación de Santa Bárbara, la parroquia data del año 1976.
Forma parte de la Vicaría de Santa Rosa de Lima , perteneciente a la Diócesis de Cabanatúan en la provincia Eclesiástica de Lingayén-Dagupán.